# Klaus Berger
Klaus Berger (Hildesheim, 25 novembre 1940 – Heidelberg, 8 giugno 2020) è stato un teologo tedesco, noto per i suoi studi e i suoi scritti sul Nuovo Testamento.
Figlio di padre cattolico e madre evangelica ha vissuto, come lui stesso ha affermato, una "esistenza ecumenica". Compì gli studi di filosofia, teologia e orientalistica a Monaco, Berlino e Amburgo con l'obiettivo di diventare sacerdote cattolico, ma la sua tesi di dottorato nel 1967 conteneva affermazioni che furono allora considerate eretiche e gli preclusero l'accesso al sacerdozio. In particolare Berger sosteneva che Gesù non aveva inteso abolire la legge mosaica e l'antica alleanza. La Facoltà di teologia di Monaco di Baviera rifiutò la sua tesi di dottorato. ma le sue idee furono poi accettate nel 1991 da parte della Chiesa cattolica.
Berger si trasferì allora nei Paesi Bassi insegnando dal 1970 al '74 presso la Rijksuniversiteit di Leida. Dal 1974 al 2006, è stato docente di teologia del Nuovo Testamento nella Facoltà di teologia evangelica dell’Università di Heidelberg  nel Baden. In tutti questi anni pagò la tassa di iscrizione alla chiesa evangelica, ma in realtà lo stesso Berger ha poi sostenuto di non aver mai lasciato il cattolicesimo. Questa doppia appartenenza divenne pubblica e oggetto di controversie nel 2005-2006 e Berger abbandonò ufficialmente la chiesa protestante per quella cattolica. Dopo il 2010 insegnò nel monastero trappista di Mariawald, a Heimbach, cittadina della Germania nordoccidentale.
È considerato uno dei più noti esegeti di lingua tedesca, autore – insieme a Christiane Nord – di un'originale traduzione del Nuovo Testamento in tedesco (Das Neue Testament und frühchristliche Schriften), cui fece seguire un importante commento al Nuovo Testamento (Kommentar zum Neuen Testament, 2011). Il suo libro su Gesù è stato un best seller nei paesi di lingua tedesca e, oltretutto, è stato segnalato da Joseph Ratzinger nei suoi saggi sulla figura del Nazareno.
È morto l'8 giugno 2020, all'età di 79 anni, lasciando la moglie Christiane Nord e i due figli, nati da un matrimonio precedente.